# 塔利斯凯
塔利斯凯（烏克蘭語：Тальське），是烏克蘭中北部基輔州布恰区博罗江卡市镇内的村落。始建於十九世紀，面積0.96平方公里，海拔高度133米，2001年人口190，人口密度每平方公里161.5人。
50°46′21″N 29°50′53″E / 50.77250°N 29.84806°E